# 去華就実〜花散りて次に葉茂り実をむすぶ〜
『去華就実〜花散りて次に葉茂り実をむすぶ〜』（きょかしゅうじつ・はなちりてつぎにはしげりみをむすぶ）は、日本のフォークバンド・海援隊が2014年10月8日にUSM JAPANから発売したメジャー11枚目（通算14枚目）のオリジナルアルバムである。

## 内容
前作『ゴールデン☆ベスト 海援隊』から約8か月ぶり、オリジナルアルバムとしては前作『朱夏を過ぎて白秋へ』から約12年10か月ぶりのアルバム。
今作と次作『BEST SELECTION』のみ、SHM-CD規格で発売された。
デラックス盤と通常盤の2形態で発売され、デラックス盤には特典として『朱夏を過ぎて白秋へ』以降に発売されたシングルより表題曲とカップリング曲が収録されたCDが同梱された。
オリコンチャート最高位138位を獲得。アルバムとしては『3年B組金八先生主題歌集』以来の圏内入りを果たした。

## 収録曲
| 全作詞: 武田鉄矢、全編曲: 海援隊。 |                             |          |            |
| #                                  | タイトル                    | 作詞     | 作曲       |
| 1.                                 | 「郷愁心 〜のすたるじい〜」 | 武田鉄矢 | 山木康世   |
| 2.                                 | 「一度っきりの人」          | 武田鉄矢 | 千葉和臣   |
| 3.                                 | 「ハックルベリーの夏」      | 武田鉄矢 | 千葉和臣   |
| 4.                                 | 「冬じたく」                | 武田鉄矢 | 千葉和臣   |
| 5.                                 | 「夏祭無病息災爺様音頭」    | 武田鉄矢 | 中牟田俊男 |
| 6.                                 | 「雨の月曜 朝のホームで」   | 武田鉄矢 | 千葉和臣   |
| 7.                                 | 「そうだ病院へ行こう」      | 武田鉄矢 | 千葉和臣   |
| 8.                                 | 「ワタル」                  | 武田鉄矢 | 中牟田俊男 |
| 9.                                 | 「フォークソング」          | 武田鉄矢 | 中牟田俊男 |
| 10.                                | 「恋文」                    | 武田鉄矢 | 千葉和臣   |

| #  | タイトル                                       | 作詞 | 作曲・編曲 |
| -- | ---------------------------------------------- | ---- | ---------- |
| 1. | 「ビアンカの奇跡」                             |      |            |
| 2. | 「思えば遠くへ来たもんだ～故郷離れて四十年～」 |      |            |
| 3. | 「初恋のいた場所」                             |      |            |
| 4. | 「初めは小さな舟を漕げ」                       |      |            |
| 5. | 「えらい!あんたが大将」                        |      |            |
| 6. | 「早春譜」                                     |      |            |
| 7. | 「いつか見た青い空」                           |      |            |
| 8. | 「巡礼歌」                                     |      |            |